# Klaas Wilting
Klaas Wilting (De Kiel, 15 februari 1943) is een voormalig Nederlands politiefunctionaris, correspondent, mediatrainer, woordvoerder, televisiepresentator en politicus. 

## Levensloop
Wilting begon zijn carrière bij de Gemeentepolitie Amsterdam in 1964. Na vijf jaar werd hij trainer bij de praktijkopleiding. Daarnaast was hij correspondent voor regionale dagbladen en freelance medewerker van het Noordhollands Dagblad.
In 1980 werd Wilting voorlichter bij de Amsterdamse politie en kreeg landelijke bekendheid met zaken als de ontvoering van Alfred Heineken en zijn chauffeur Ab Doderer in 1983. Wilting was regelmatig op de televisie te zien. Ook deed hij veel mee in amusementsprogramma's met bekende Nederlanders. De Amsterdamse politie verbood hem uiteindelijk nog op te treden in programma's die niets met zijn ambt als woordvoerder van de politie te maken hadden. Daarop nam hij in 2000 ontslag bij de politie. Sindsdien is hij actief als mediatrainer.
Met Peter R. de Vries en Jan Nagel richtte Wilting in 2005 een politieke partij op: de Partij voor Rechtvaardigheid, Daadkracht en Vooruitgang (PRDV). Hier werd Wilting voorzitter van. De partij deed na een opiniepeiling niet mee aan de verkiezingen.
Op SBS6 verscheen hij in Sterren Dansen op het IJs. Op 9 september 2006 verloor hij de skate-off van Mari van de Ven.
Bij Omroep Flevoland presenteerde Wilting een paar jaar het televisieprogramma De 12e Provincie en De Ambassadeur. Vanaf 2008 presenteert hij het opsporingsprogramma Bureau Flevoland. Daarnaast is hij werkzaam als persvoorlichter bij voetbalclub AZ en was hij persvoorlichter voor de DSB Bank.
In 2019 schreef hij het boek: Klaas Wilting - De roerige jaren van een politiewoordvoerder; in 2021 werd het door hem geschreven boek Gevaar loert overal uitgegeven.